# Longchenpa
Longchenpa (1308-1364, que significa "La vasta extensión") fue el mayor erudito yogui de la escuela nyingma del budismo tibetano. Otro nombre común para esta figura es Longchen Rabjam Drimé Özer (en tibetano: ཀློང་ཆེན་རབ་འབྱམས་པ་དྲི་མེད་འོད་ཟེར།, wylie: klong chen rab 'byams pa dri med 'od zer). Longchenpa es responsable de la sistematización escolástica del pensamiento dzogchen (gran perfección) en el contexto de la tradición filosófica tibetana más amplia del Vajrayana.
La obra de Longchenpa se considera generalmente la expresión definitiva de la gran perfección, con sus precisas distinciones terminológicas, su alcance sistemático y su integración en la escolástica tibetana normativa. Según tibetólogo David Germano, el trabajo de Longchenpa condujo al dominio del linaje Nyingthig de Dzogchen sobre las otras tradiciones de Dzogchen.
Longchenpa es conocido por sus voluminosos escritos, entre los que se encuentran los muy influyentes Siete Tesoros y su compilación de escrituras y comentarios Dzogchen, el Nyingthig Yabshi (La Esencia Interior en Cuatro Partes). Longchenpa fue también un terton (revelador de tesoros) y algunas de sus obras, como el Khadro Yangtig, se consideran terma (tesoros revelados). La obra de Longchenpa (de más de 270 textos) resume el núcleo del pensamiento y la praxis nyingma y constituye un vínculo fundamental entre las enseñanzas exotéricas (sutra) y esotéricas (es decir, tántricas) de la escuela. La obra de Longchenpa también unificó las distintas tradiciones dzogchen de su época en un único sistema. Longchenpa también es conocido por su habilidad como poeta y sus obras están escritas con una voz literaria única que fue ampliamente admirada e imitada por figuras nyingma posteriores.
Longchenpa también es conocido por su habilidad como poeta y sus obras están escritas con una voz literaria única que fue ampliamente admirada e imitada por figuras nyingma posteriores.

## Biografía

### Juventud
Longchenpa Rabjam nació en 1308 en una aldea del valle del Dra en Yuru, U-Tsang. Fue hijo del lama nyingma Lopon Tsensung, descendiente del clan Rog. La madre de Longchenpa murió cuando él tenía nueve años y su padre murió dos años después. Tras quedar huérfano, ingresó en el monasterio de Samye en 1320 bajo el abad Sonam Rinchen y el maestro Lopon Kunga Ozer. Longchenpa era un ávido estudiante con una gran capacidad de memoria.
En 1327, Longchenpa se trasladó al colegio monástico Kadam de Sangpu Neutok, el centro de aprendizaje más estimado del Tíbet en aquella época. Permaneció seis años en Sangpu, dominando todo el currículo escolástico de lógica y epistemología (pramana), yogacara y madhyamaka, así como la poesía.name="Sin_nombre-pEym-4"/> Durante este período, Longchenpa también recibió enseñanzas y transmisiones de diferentes tradiciones budistas tibetanas, incluyendo Kadam, Sakya, Kagyu y Nyingma. Longchenpa estudió con varios maestros, incluido el famoso Tercer Karmapa Rangjung Dorje (1284-1339), de quien recibió los seis yogas del Kālacakra y los seis dharmas de Nāropa.
Longchenpa dejó Sangpu para practicar en la soledad de las montañas, después de entrar en conflicto con ciertos eruditos Khampa. Después de dejar Sangpu, Longchenpa entró en un período de retiro durante ocho meses en completa oscuridad (1332-1333), donde tuvo algunas visiones importantes de una joven que prometió velar por él y concederle bendiciones. Después, Longchenpa conoció a su principal maestro, el Ngagpa Rigdzin Kumaradza (1266-1343), de quien recibió las enseñanzas Dzogchen mientras viajaba de valle en valle con un grupo nómada de unos setenta estudiantes. Se dice que Longchenpa vivió en gran pobreza durante este periodo, durmiendo en un saco y comiendo sólo cebada.name="Sin_nombre-pEym-5">
Longchenpa acompañó a Kumaradza y a sus discípulos durante dos años, durante los cuales recibió todas las transmisiones del Vima Nyingthig y el Khandro Nyingthig. A Longchenpa se le permitió enseñar después de un período de retiro de tres años (1336-1338) en mChims phu, no muy lejos de Samye (según el mThong snang 'od kyi dra ba, otras fuentes dan períodos más largos, como seis años).name="Sin_nombre-pEym-5"/>name="Sin_nombre-pEym-6"> Se dice que tuvo varias visiones de diferentes deidades, incluyendo a Padmasambhava, Vajravārāhī negro, Guru drag po, y la diosa Lámpara de Turquesa Adamantina (rDo rje gyu sgron ma).name="Sin_nombre-pEym-5"/>

### Período posterior
Longchenpa reunió entonces a un grupo de ocho discípulos (hombres y mujeres) para iniciarlos en las enseñanzas Dzogchen (en 1340).name="Sin_nombre-pEym-6"/>name="Sin_nombre-pEym-2"/> Durante este periodo inicial de enseñanza, Longchenpa y sus discípulos experimentaron una serie de visiones de dakinis y estados de posesión (las posesiones sólo les ocurrían a las mujeres del grupo) que le convencieron a él y a sus discípulos de que Longchenpa estaba destinado a enseñar la tradición Dzogchen Nyingthig de la serie de Instrucción Esotérica.name="Sin_nombre-pEym-2"/>
Longchenpa también se embarcó en un proyecto de recopilación de los principales textos del Vima Nyingthig y del Khandro Nyingthig junto con una serie de comentarios propios sobre estas obras.name="Sin_nombre-pEym-7"> La mayor parte de la vida madura de Longchenpa la pasó en su ermita de Gangri Thokar, bien en retiro de meditación o estudiando y componiendo textos.name="Sin_nombre-pEym-7"/>
En 1350, a la edad de 42 años, Longchenpa tuvo una visión de Vimalamitra que le pidió que restaurara el templo de Zhai Lhakhang (donde los Diecisiete Tantras habían sido ocultados por Nyang Tingdzin Zangpo). En el proceso de este trabajo, Longchenpa se enfrentó a un estudiante Drikung Kagyu llamado Kunga Rinchen. Kunga Rinchen tenía designios políticos y entró en conflicto con el poderoso Changchub Gyaltsen, que contaba con el apoyo de las autoridades mongolas de Pekín y atacó el monasterio de Kunga Rinchen.<ref>. Longchenpa huyó a Bhumthang, Bután, para evitar el conflicto. Aquí renunció a sus votos monásticos, se casó y tuvo una hija y un hijo.
También fundó una serie de pequeños monasterios en Bután, incluyendo Tharpa Ling, su residencia principal. El linaje de Longchenpa sobrevive en Bután.name=":2"> Después de vivir en Tharpa Ling durante 10 años, regresó al Tíbet y se reconcilió con Changchub Gyaltsen, que incluso se convirtió en alumno de Longchenpa.name=":2">

### Legado
Los escritos y recopilaciones de Longchenpa fueron muy influyentes, especialmente en la tradición nyingma. Según David Germano, la obra de Longchenpa:
tuvo un impacto inmediato y, en los siglos posteriores, sirvió de modelo explícito para muchas composiciones nyingma. En particular, sus escritos de la Esencia Interior [Nyingthig] eran intensamente filosóficos, así como contemplativos, y de naturaleza arquitectónica. Aunque, en general, sus doctrinas y terminología características están presentes en la literatura anterior, a partir de ICe btsun seng ge dbang phyug, su precisión terminológica, su estilo elocuente, su alcance y estructura sistemáticos y su integración con el discurso budista normativo constituyen una innovación importante en sí mismos.

## Cosmovisión

### Visión del Dzogchen
Longchenpa está considerado como el escritor más importante de las enseñanzas dzogchen. Fue un prolífico autor y erudito, así como un compilador de textos Dzogchen. Según David Germano, la obra de Longchenpa sistematizó la tradición dzogchen y su extensa literatura, al tiempo que la dotó de una estructura escolástica y filosófica basada en las estructuras doctrinales estándar que se estaban imponiendo en el budismo tibetano de finales del siglo X al XIII.<ref>.
Según Germano, las principales fuentes escriturales del Dzogchenpa fueron: "(i) el Kun byed rgyal po (El rey creador de todo), (ii) Los Diecisiete Tantras de la Gran Perfección (incluyendo dos tantras estrechamente afiliados-el kLong gsal y el Thig le kun gsal) (iii) el sistema de la Esencia Interior de Vimalamitra (Bi ma snying thig) y (iv) el sistema de la Esencia Interior de la Dakini (mKha' 'gro snying thig)".<ref>. La filosofía Dzogchen de Longchenpa se basa en la visión dzogchen esbozada en estos textos tántricos. Esta visión del mundo ve todos los fenómenos (dharmas, Tib. chos) como las emanaciones o expresiones (rtsal), despliegues (rol pa), y adornos (rgyan) de una naturaleza o principio último (Dharmatā, Tib. chos nyid, o Dharmadhātu, Tib. chos kyi dbyings).
Longchenpa describe este principio último de diversas maneras, utilizando una terminología propia del dzogchen, como la base o fundamento (ghzi) o la "naturaleza de la mente" (sems nyid). Longchenpa describe esta base fundamental como primordialmente pura y vacía, al tiempo que tiene la naturaleza de una conciencia sutil que surge de sí misma. Este resplandor primordial vacío y espontáneo (ye gdangs) es la base sutil para el surgimiento de todas las apariencias fenomenales.
Longchenpa acercó el pensamiento Dzogchen al diálogo con la filosofía budista escolástica y los sistemas tántricos de las escuelas Sarma, que eran normativos en las instituciones académicas tibetanas de su tiempo. Una de las principales motivaciones de Longchenpa era proporcionar una defensa erudita del pensamiento y la práctica Dzogchen. Los escritos de Longchenpa también intentan demostrar la superioridad del camino Dzogchen sobre los otros ocho vehículos del sutra y el tantra. Su obra también postula que el punto de vista supremo del Dzogchen no es sólo la cúspide del budismo (que Longchenpa compara con la cima de una montaña), sino que es, de hecho, una piedra angular de todo el Dharma budista, sin la cual los "vehículos inferiores" no pueden entenderse ni justificarse plenamente (al igual que no se puede ver la totalidad de una montaña si no se está en la cima).
En su Tesoro del Vehículo Supremo (Theg mchog mdzod), Longchenpa también proporciona una extensa doxografía del budismo (basada en los nueve yanas) para explicar por qué el dzogchen atiyoga merece el rango más alto en esta doxografía. La comprensión de Longchenpa de la relación entre el Dzogchen y los vehículos inferiores es inclusiva, y el considera que Dzogchen abarca todos los ocho vehículos al tiempo que los sublima y los trasciende.

### La práctica del Dzogchen
Longchenpa categorizó el Dzogchen como una enseñanza dentro del "mantra secreto" (sct. guhyamantra, es decir vajrayana), y específicamente, lo consideró como parte de la etapa de perfección de la práctica del mantra secreto, definiendo esta "gran fase de perfección" (rdzogs rim chenpo), como "el descanso en la prístina mente iluminadora no fabricada de la conciencia" (en su bSam gtan ngal gso 80.2). Además, Longchenpa defendía la validez del dzogchen como un sistema independiente de práctica de la etapa de perfección sin forma y sin esfuerzo, que no requería la práctica preliminar de la etapa de generación del yoga de la deidad (a diferencia de otros sistemas tántricos) ni los rituales de iniciación tántricos estándar. En cambio, para Longchenpa, la práctica del dzogchen se basa simplemente en un señalamiento (sems khrid) de la naturaleza de la mente en un encuentro con un maestro.
En su Tesoro de principios filosóficos (Grub mtha' mdzod), Longchenpa describe cómo el dzogchen trasciende las etapas tántricas de generación y perfección, que para él se basan en el esfuerzo, las construcciones mentales y la fijación. Para Longchenpa, el dzogchen se basa en métodos sencillos (spros med) y más naturales que se fundamentan en el reconocimiento de la naturaleza de la mente y en la visión (Ita ba) de la realidad de dzogchen. Longchenpa también argumenta que este método dzogchen es "superior al de la actualización llena de estrés que supone la generación y la perfección ordinarias" (en su Zab mo yang tig vol. 11, 344.2-6).
Longchenpa también critica los métodos tántricos de la etapa de perfección (como los seis yogas de Naropa) que se centran en la manipulación de los vientos (sct. vayu, tib. lung) en los canales (sct. nadis) del cuerpo sutil para confinarlos en el canal central. Longchenpa considera que estas técnicas son inferiores, porque requieren fuerza y esfuerzo y pueden conducir a apariencias ilusorias. Longchenpa contrasta estas técnicas tántricas con las de dzogchen en las que "se deja que los vientos se calmen naturalmente por sí mismos, no hay inserción en el canal central".

## Obras
Según Tulku Thondup, Longchenpa escribió más de 270 obras.name="Sin_nombre-pEym-8">

### Los Siete Tesoros
Los Siete Tesoros (mdzod bdun), que dilucidan el significado del mennagde dzogchen, son sus tratados originales más influyentes y famosos.name="Sin_nombre-pEym-1"/>name="Sin_nombre-pEym-8"/> 
Los Siete Tesoros son:
- El Tesoro del Cumplimiento de los Deseos (Tib. ཡིད་བཞིན་མཛོད་, Yishyin Dzö; Wyl. yid bzhin mdzod), tiene un largo comentario en prosa, el Loto Blanco (padma dkar po). Este texto trata principalmente de temas budistas clásicos comunes a todas las escuelas del budismo tibetano y podría clasificarse como una obra de tipo Lamrim.
- El Tesoro de las instrucciones médula (Tib. མན་ངག་མཛོད་, Mengak Dzö; Wyl. man ngag mdzod), un texto breve que consiste en consejos para la contemplación meditativa y que sólo trata de pasada los temas del Dzogchen.
- El Tesoro de los principios filosóficos (Tib. གྲུབ་མཐའ་མཛོད་, Drubta Dzö; Wyl. grub mtha' mdzod), una obra del género de los "principios" (grub mtha, sct. siddhanta) que ofrece una exposición sistemática y doxográfica de las diversas opiniones filosóficas budistas. Longchenpa utiliza en esta obra el esquema de los nueve yanas para hablar de las distintas filosofías budistas, y naturalmente sitúa al Dzogchen en la cúspide.
- El Tesoro de la Palabra y el Sentido (Tib. ཚིག་དོན་མཛོད་, Tsik Dön Dzö; Wyl. tshig don mdzod), un estudio de la filosofía dzogchen en una serie de "once temas vajra".
- El Tesoro del Vehículo Supremo (Tib. ཐེག་མཆོག་མཛོད་, Tekchok Dzö; Wyl. theg mchog mdzod), un extenso comentario sobre todos los temas de la tradición Dzogchen que se encuentran en los Diecisiete Tantras y que proporcionan un amplio y sistemático relato del Dzogchen que entra en mucho más detalle que el Tsik Dön Dzö.
- El Tesoro del Dharmadhatu (Tib. ཆོས་དབྱིངས་མཛོད་, Chöying Dzö; Wyl. chos dbyings mdzod), un poema con un comentario en prosa llamado Tesoro de las Transmisiones (lung gi gter mdzod). Se trata de una obra poética de amplio alcance en la que se tratan temas de Dzogchen de forma mucho menos exhaustiva.
- El Tesoro del Estado Natural (Tib. གནས་ལུགས་མཛོད་, Neluk Dzö; Wyl. gnas lugs mdzod), un poema con un comentario en prosa llamado Desum Nyingpo (sde gsum snying po). Esta obra trata principalmente de los cuatro samayas o compromisos del Dzogchen (inefabilidad, apertura, presencia espontánea y unidad).

### Nyingthig Yabshi
Longchenpa recopiló un gran número de escrituras dzogchen menngagde en la colección conocida como Nyingthig Yabshi (La Esencia Interior en cuatro partes).name="Sin_nombre-pEym-1"/> En esta compilación, Longchenpa combina sus ediciones del Vima Nyingtig y del Khandro Nyingthig, junto con sus propios comentarios sobre estos ciclos (el Lama Yangtik y el Khandro Yangtik respectivamente).name="Sin_nombre-pEym-1"/> Longchenpa también compuso un comentario complementario al Nyingthig Yabshi, llamado Zabmo Yangtig.name="Sin_nombre-pEym-6"/> Según Germano, la compilación de Longchenpa "aportó el orden y la claridad organizativa tan necesarios a la masa, a veces caótica, de las escrituras del Corazón Seminal transmitidas por Vimalamitra y heredadas de Kumaradza".name="Sin_nombre-pEym-3"/>

### Otras obras
Algunas de sus otras composiciones originales importantes son:name="Sin_nombre-pEym-1"/>Arguillère, Stéphane (2007). «1.1 Biography of Klong chen rab ’byams». Profusion de la vaste sphère. Leuven: Peeters. ISBN 9789042919273.
- La Trilogía de la Libertad Natural (rang grol skor gsum), un comentario sobre la Serie de Instrucciones (man ngag sde).[42]
- La Trilogía de la Facilidad Natural (ngal gso skor gsum), ofrece un enfoque graduado del estilo lamrim (etapas del camino) para la práctica del Dzogchen.[43]
- La Trilogía de la Disipación de la Oscuridad, tres comentarios sobre el Tantra Guhyagarbha que se basan también en los textos Dzogchen
- Un comentario sobre el Kunyed Gyalpo Tantra
- El triunfo sobre el error ('Khrul pa rab 'joms)
- El trueno melódico como la voz de Brahmā (sNgags kyi spyi don tshangs dbyangs 'brug sgra).